# Ciclo mitológico

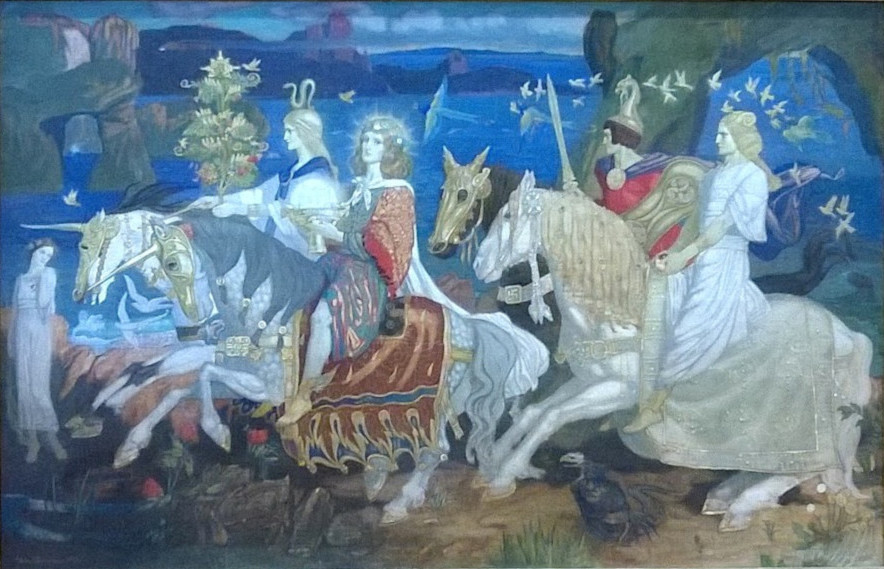
Los Tuatha Dé Danann en "Riders of the Sidhe" de John Duncan (1911)

El ciclo mitológico es una agrupación convencional de la mitología irlandesa. Está formado por cuentos y poemas sobre los Tuatha Dé Danann, pueblo en el que se basan en las deidades paganas de Irlanda, y otras razas míticas como los Fomorés y los Fir Bolg. Es uno de los cuatro "ciclos" principales de la historia de los primeros mitos y leyendas irlandeses, junto con el Ciclo Úlster, el Ciclo Feniano y los Ciclos de los Reyes. El nombre "Ciclo mitológico" parece haber ganado popularidad gracias a Arbois de Jubainville. James MacKillop dice que el término es actualmente "algo incómodo", y John T. Koch señala que es "potencialmente engañoso, en el sentido de que las narraciones en cuestión representan solo una pequeña parte de la mitología irlandesa existente". Prefiere el nombre de T Ó Cathasaigh, Ciclo de los Dioses. Obras importantes del ciclo son Lebor Gabála Érenn ("Libro de las invasiones"), Cath Maige Tuired ("Batalla de Moytura"), Aided Chlainne Lir ("Hijos de Lir") y Tochmarc Étaíne ("El cortejo de Étaín").

## Descripción general
Los personajes que aparecen en el ciclo son esencialmente dioses del pasado pagano precristiano en Irlanda. Sin embargo, los cautelosos comentaristas los califican únicamente como seres "divinos", y no dioses. Esto se debe a que los escribas cristianos que transcribieron las historias se mostraron generalmente (aunque no siempre) cuidadosos de no referirse explícitamente a los Tuatha Dé Danann y otros seres como deidades . Sin embargo, este maquillaje es muy tenue y estos escritos contienen vestigios perceptibles de la cosmología politeísta irlandesa temprana.
Los ejemplos de obras del ciclo incluyen numerosos cuentos en prosa, textos en verso, así como crónicas pseudohistóricas (principalmente el Lebor Gabála Érenn (LGE), comúnmente llamado El Libro de las Invasiones ) hallados en manuscritos medievales de vitela o copias posteriores. Algunos de los romances son de composición posterior y solo se encuentran en manuscritos en papel que datan de tiempos casi modernos (Cath Maige Tuired y The Fate of the Children of Tuireann ).
Historias casi modernas como los Anales de los Cuatro Maestros y la Historia de Irlanda de Geoffrey Keating (= Seathrún Céitinn, Foras Feasa ar Éirinn ) a veces también se consideran fuentes viables, ya que pueden ofrecer conocimientos adicionales con sus reelaboraciones anotadas e interpoladas de relatos del Lebor Gabála Érenn .
Historias orales transmitidas oralmente pueden considerarse también, en un sentido amplio, material del ciclo mitológico, en especial los cuentos populares que describe la cita de Cian con la hija de Balor mientras intenta recuperar a la generosa vaca Glas Gaibhnenn .
Los diversos invasores divinos han sido "euhemerizados", es decir, descritos como habitantes reales y gobernantes de Irlanda con reango de reyes antes de la era de los hombres mortales (los milesios o sus descendientes). Posteriormente, se dice que los Tuatha Dé Danann se retiraron a los sídhe (montículos de hadas), ocultando su presencia y levantando el féth fiada. Habiendo desaparecido pero no muerto, las deidades a menudo protagonizan "apariciones especiales" en narraciones de otros ciclos. (p. ej., la aparición de Lugh como el padre divino y Morrígan como némesis del héroe del Úlster Cuchulainn; encuentros de personajes fenianos con habitantes de los sidhe; las visitas de Cormac mac Airt, o de su abuelo a los otros reinos)
La literatura recopilada, si bien no pertenece al ciclo en su totalidad, sin embargo captura fragmentos de la tradición sobre las deidades.

## Listas literarias
La siguiente tabla es un resumen de los títulos de todos los textos mitológicos supervivientes e impresos. Las secciones que siguen los describen con un poco más de detalle, por categoría (no se muestra aquí).
- Lebor Gabala Erenn [El libro de las invasiones de Irlanda]

Introducción
Redacción I
Redacción II
Redacción III
Miniugad
Recensión de O'Cleric
- Cath Maige Tured Conga [La primera batalla de Mag Tured]
- Do Cath Mhuighe Tuireadh Ann So [La segunda batalla de Mag Tured] (versión A)
- Do Cath Mhuighe Tuireadh Ann So [La segunda batalla de Mag Tured] (versión B)
- Aided chloinne Tuireann [El destino de los hijos de Tuireann]
- Aided Chloinne Lir [El destino de los hijos de Lir]
- [El destino de Sinann]
- Scel Tuain maic Cairill do Finnan Maige Bile inso sis [La historia de Tuan mac Cairill a Finnen de Moville aquí abajo]

- El Coloquio entre Fintan y el Halcón de Achill
- El viaje de Bran

- El cuento de Etain

El cortejo de Etain (versión A)
El cortejo de Etain (versión B)
El cortejo de Etain (versión C)
El cortejo de Etain (versión D)
El Alimento de la Casa de los Dos Cubos
- La toma del Sid
- El sueño de Oengus

- El cuento de Mongan

El nacimiento de Mongan
Una Historia de la que se infiere que Mongan era Finn Mac Cumaill
Una historia de Mongan
La causa del frenesí de Mongan
La concepción de Mongan y el amor de Dub-Lacha por Mongan
Por qué Mongan fue privado de Nobleza
- El asentamiento de la mansión de Tara
- La guardia nocturna de Fingen

## Historia del Ciclo Mitológico
La fuente principal de la mitología proviene del Libro de las invasiones, o Lebor Gabala Erenn . Es una compilación abreviada de prosa y poesía sobre los orígenes de Irlanda y las deidades extraordinarias. El original era más expansivo, pero se cree que pereció durante las incursiones vikingas, o durante tiempos de guerra.
Un texto complementario se atribuye a un cronista que se hace llamar Keating, que escribió en el siglo XVII. Tuvo acceso a materiales que aún no habían sido publicados. Nennius y Eochaid Ua Flainn, que vivieron durante el siglo X, transmitieron la historia mitológica irlandesa a través de la poesía. Aunque sus contribuciones son breves y vagas, contienen mucha información valiosa sobre las creencias espirituales de la Irlanda de la época. Los Tuatha De Danann se pueden vincular a los mismos orígenes que los dioses en la mitología griega. Hesíodo llama a los dioses griegos "la raza dorada", y características similares pueden apreciarse en los dioses celtas. 
Según la mitología irlandesa, Irlanda sufrió un total de 6 invasiones. Las 5 primeras serían de seres de otros mundos, mientras que los últimos invasores serían los milesios. 
Los Tuatha De Danann eran conocidos por venir de los cielos, aunque esto puede deberse a que los escribas no sabían cómo explicar su origen. Así que los escribas se sirvieron de antiguas religiones como los mitos griegos, romanos y orientales para crear una historia. Se pensaba que los galos procedían de debajo de la Tierra. Esta información había sido transmitida por druidas de Dispater, el dios del inframundo.
En la época, la Tierra era considerada una mujer en ese momento, así que se pensó que se trataba de un nacimiento metafórico, no ascensión del infierno. Se creíaa que la tierra, la luna y el sol habían sido creados por druidas, al igual que los brahmanes se jactaban de la misma historia de cosmogonía. Al igual que el mito anterior, los galos creían que los árboles y las montañas sostenían el cielo.
Estas historias se mantuvieron en la tradición oral porque los irlandeses no habían sido invadidos en ese momento, a diferencia de los países vecinos. Las escuelas druídicas querían mantener las historias en forma verbal, lo que mantuvo las historias en circulación para la cultura y el público. Cuando los escribas cristianos llegaron a Irlanda, escribieron las historias en latín. Desafortunadamente, en los siglos siguientes, muchos de los textos se perdieron o fueron destruidos durante las incursiones vikingas. Los textos restantes fueron reescritos en manuscritos en los siglos XI y XII.

## Historia de los Tuatha Dé Danann
Los Tuatha Dé Danann son seres semidivinos que llegaron a Irlanda en barcos y habitaron el país antes que los nativos irlandeses. Vinieron a Irlanda para tomar la tierra de los Fir Bolgs que ya residían en el norte de Irlanda en ese momento. Los Tuatha fueron inmediatamente percibidos como dioses por sus habilidades superiores: druidismo, magia, profecía e historia y su líder se llamaba Nuada. Este Nuada lideró a su pueblo en la guerra contra los Fir Bolgs alrededor de la costa oeste de Irlanda, donde los Tuatha habían llegado en barco. Muchos de los Tuatha murieron en esta guerra, pero murieron miles de Fir Bolgs, incluyendo a su líder, Eochai Mac Erc. Los Tuatha se enfrentarían después con otra raza semi-demoníaca conocida como los Fomoré, que residían en las afueras de Irlanda y cuyo rey era conocido como Balor. Cuando finalmente los Tuatha Dé Danann fueron derrotados en la batalla contra los milesios, partieron a vivir bajo tierra en los Sidhes, unas cámaras situadas bajo la superficie de Irlanda. Aunque lejos del mundo de los mortales, aún saldrían a la superficie en días especiales como Halloween y la Festividad de los Mayos. 

### Textos en verso
Además de los versos independientes, una serie de poemas están incrustados en cuentos en prosa, etc. Varios de ellos también se conservan en el pseudohistórico Lebor Gabála Érenn, Keating, etc.
- Arsaidh sin a eóuin Accla ("Fintan y el Halcón de Acuill")
- Coire Érmai / Coire Goriath ("El caldero de la Poesía")

### Tradición
La tradición recopilada no es totalmente de contenido mitológico, aunque contiene partes que sí lo son. "The Fitness of Names" (# 149–159, etc.) proporciona explicaciones interesantes sobre los nombres de Dian Cecht, entre otros. La onomástica irlandesa, los Dindshenchas, también incluyen historias sobre deidades como Boann (bajo Inber Colptha), Dagda (bajo Fidh nGaible), Brecan (Coire Brecain), a menudo en detallados relatos en verso o cuentos en prosa. Los tratados genealógicos y el Roll of the Kings, varias glosas (por ejemplo, el tratado de derecho Senchus Mor ) también pueden ser seleccionados para obtener información.
- Banshenchas ("Historia de las mujeres") Dobbs, 1932
- Cóir Anmann ("La idoneidad de los nombres"):Stokes, 1897
- Dindsenchas ("Saber de los lugares")
- Sanas Cormaic ("Glosario de Cormac"): Nes[s] (Nescoit)
- Tríadas de Irlanda : mención del indeoin Dagdai, buey de Díl, etc.

### Pseudohistoria
- Chronicon Escotorum
- Lebor Gabála Érenn

### Cuentos populares
- Glas Gaibhnenn

### Cuentos en prosa
Los siguientes cuentos en prosa se describen con mayor profundidad en la siguiente sección.
El destinCua
| Irish title                                    | English title                                    | Remarks & Notes             | Sources |
| ---------------------------------------------- | ------------------------------------------------ | --------------------------- | ------- |
| Aislinge Óenguso                               | El sueño deAengus                                | remscél to Táin Bó Cúailnge |         |
| Altram Tige Dá Medar                           | La Educación de la Casa de Dos [Milk-]Barcos     | alt. "Tale of Curchóg"      | [ 7 ]   |
| Cath Muige Tuired Cunga                        | La Primera Batalla de Mag Tuired                 |                             |         |
| Cath Maige Tuired                              | La Segunda Batalla de Mag Tuired                 |                             |         |
| Ceithri cathracha i r-robadar Tuatha De Danand | Cuatro Joyas de los Tuatha Dé Danann             |                             |         |
| De Gabáil in t-Sída                            | La toma del Montículo de las Hadas               | remscél to Táin Bó Cúailnge | [ 8 ]   |
| Echtra Nera[i]                                 | [Las Aventuras de Nera]                          | remscél to Táin Bó Cúailnge |         |
| Eachtra Léithín                                | Las Aventuras de Léithín                         | mod. versions               | [ 9 ]   |
|                                                | Como Dagda consiguió su bastón mágico            |                             | [ 10 ]  |
| Oidheadh Chloinne Lir                          | El destino de los Hijos de Lir                   |                             |         |
| Oidheadh Chloinne Tuirenn                      | El destino de los hijos de Tuirenn               | late romance                |         |
| Scél Tuáin meic Chairill                       | La historia de Tuán hijo de Cairell              |                             |         |
| Tochomlod Nemid co hErin (?)                   | La invasión de Nemed                             | frag.                       | [ 11 ]  |
| Tochomlod mac Miledh a hEspain i nErind        | El viaje de los hijos de Mil de España a Irlanda | [ 12 ]                      | [ 13 ]  |

## Resumen de cuentos en prosa
Los dioses ehumerizados llegaron en cinco grandes migraciones (ver Lebor Gabála Érenn), pero ninguno de las narraciones de los cinco viajes (en irlandés: tochomlada; sing. tochomlod) han sobrevivido intactas.
Remnants of the migration tales are the summarised accounts given in the Lebor Gabála Érenn (Book of Invasions). Además, está la historia de Tuan mac Cairill, Fintan mac Bóchra colloquy. Tuan y Fintan son antiguos seres de una época anterior al diluvio, que se han encarnado en diferentes criaturas, y son mencionados en elLebor Gabála Érenn.
De las narraciones bélicas (en irlandés: catha, singular cath), han llegado hasta nosotros las narraciones completas de la Primera y Segunda Batalla de Moytura (Cath Maige Tuired) en manuscritos relativamente tardíos (siglo XVI). Otros relatos similares de la misma temática como Cath Tailten (Batalla de Tailten) u Orgain Tuir Chonaind ("Masacre de la Torre de Conan") se han perdido, aunque se describen en el Lebor Gabála Érenn.
El romance tardío de Oidheadh Chloinne Tuireann ("El destino de los hijos de Tuireann") cuenta cómo Lugh impone una sanción a los hijos de Tuireann por el asesinato de su padre Cian, obligándolos a encontrar una serie de objetos mágicos y armas que les serán útiles en la segunda batalla de Mag Tuired contra los Fomorianos. Una versión anterior de esto se registra en Lebor Gabála Érenn, con una lista algo diferente de penalizaciones (eiric), sin mencionar que el asesinato ocurrió en vísperas de la gran batalla.
En Oidheadh Chloinne Lir ("El destino de los hijos de Lir"), los niños del mismo nombre son convertidos en cisnes por su madrastra celosa, y así viven hasta la época cristiana, cuando se convierten, transformados nuevamente en forma humana, y morir ya con de muy avanzada edad.
Tochmarc Étaíne ("El cortejo de Étaín") narra primero la concepción de Aengus en la relación adúltera entre Dagda y Boann, y cómo Aengus le arrebató  Brú na Bóinne al marido de Boann, Elcmar . Continúa contando las diversas vidas de Étaín, esposa de Midir, que es convertida en mosca y ahuyentada por la celosa primera esposa de Midir, Fuamnach. En su forma de insecto, se convierte en la compañera de Aengus, hasta que Fuamnach la ahuyenta una vez más, y una mujer mortal se la traga y renace como su hija. Su belleza atrae la atención del Rey Supremo, Eochaid Airem, que se casa con ella; finalmente, su marido, Midir, utiliza la magia y el engaño para recuperarla.
También hay un relato curioso sobre Goídel Glas, el antepasado legendario de las razas migratorias y creador epónimo de la lengua gaélica, y cómo fue curado por la vara de Moisés de una mordedura de serpiente, relatada en el Lebor Gabála Érenn, aunque Macalister la considera una ficción inventada por glosadores.